# Adoption og Samfund
Adoption og Samfund er en dansk forening for adoptanter, adoptivfamilier og adopterede. Foreningen beskæftiger sig dels med rådgivning, kurser og anden informationsvirksomhed vedr. adoption, dels som interesseorganisation overfor administrationen og politikerne.

## Ekstern henvisninger
- Adoption og Samfundshjemmeside
- Ungadopteret.dk